# 11353 Guillaume
11353 Guillaume eller 1997 XX5 är en asteroid i huvudbältet som upptäcktes den 5 december 1997 av OCA–DLR Asteroid Survey (ODAS). Den är uppkallad efter Guillaume Scholl.
Asteroiden har en diameter på ungefär 6 kilometer och den tillhör asteroidgruppen Koronis.